# Franz Tausch
Franz Wilhelm Tausch (ur. 26 grudnia 1762 w Heidelbergu, zm. 9 lutego 1817 w Berlinie) – niemiecki kompozytor i klarnecista.

## Życiorys
Syn Jacoba Tauscha, klarnecisty orkiestry dworskiej w Mannheimie, u którego uczył się gry na klarnecie i skrzypcach. W wieku 8 lat został muzykiem pomocniczym na dworze, wraz z którym w 1778 roku przeniósł się do Monachium. W 1785 roku otrzymał posadę nadwornego muzyka. W 1789 roku przyjął angaż na dworze w Berlinie. Od 1799 roku organizował w Berlinie koncerty kameralne, na które ściągał najwybitniejszych muzyków ówczesnej epoki. W 1805 roku założył własną szkołę gry na instrumentach dętych, Institut für Blasinstrumente, w której kształcili się m.in. Heinrich Bärmann i Bernhard Henrik Crusell.
Skomponował m.in. kilka koncertów klarnetowych, 3 concertantes na 2 klarnety, Andante i Polonaise na klarnet, duety klarnetowe, tria na 2 klarnety i fagot, 6 kwartetów na 2 basethorny i 2 fagoty, 6 marszy wojskowych. Twórczość Tauscha związana jest z kręgiem szkoły mannheimskiej. Należał do pierwszych wirtuozów klarnetu. Jego kompozycje na ten instrument odznaczają się wysokim stopniem zaawansowania technicznego i do czasów współczesnych znajdują się w repertuarze koncertowym.